# Judas 0
Judas Ø – druga, po Pisces Iscariot, kolekcja stron B, dem i rzadkich piosenek grupy The Smashing Pumpkins, rozpowszechniana jako dodatkowa płyta w limitowanej edycji zbioru największych przebojów zespołu, Rotten Apples. Większość utworów zawartych na albumie pochodzi z sesji nagraniowych do Mellon Collie and the Infinite Sadness, Adore oraz Machina/The Machines of God, a niektóre można znaleźć w wydawnictwie Machina II/The Friends & Enemies of Modern Music oraz w box secie The Aeroplane Flies High.

## Lista utworów
1. „Lucky 13” (z albumu Machina II) – 3:09
2. „The Aeroplane Flies High” (strona B singla Thirty-Three) – 7:53
3. „Because You Are” (odrzut z Adore) – 3:46
4. „Slow Dawn” (z albumu Machina II) – 3:12
5. „Believe” (strona B singla 1979) – 3:12
6. „My Mistake” (demo z sesji Adore) – 4:00
7. „Marquis in Spades” (strona B singla Zero) – 3:12
8. „Here's to the Atom Bomb” (strona B singla Try, Try, Try) – 4:26
9. „Sparrow" (demo z sesji Adore) – 2:56
10. „Waiting” (odrzut z Adore) – 3:48
11. „Saturnine” (odrzut z Adore) – 3:49
12. „Rock On” (cover utworu Davida Esseksa, nagrany podczas koncertu w 2000 roku) – 6:06
13. „Set the Ray to Jerry” (strona B singla 1979) – 4:09
14. „Winterlong” (demo z sesji Machiny) – 4:59
15. „Soot and Stars” (demo z sesji Machiny) – 6:39
16. „Blissed and Gone” (odrzut z Adore) – 4:46

## Twórcy
- Billy Corgan – wokal, gitara, pianino
- James Iha – gitara, wokal
- D’arcy Wretzky – gitara basowa, wokal
- Matt Cameron – perkusja
- Jimmy Chamberlin – perkusja